# Malagazzia monocanalis
Malagazzia monocanalis is een hydroïdpoliep uit de familie Malagazziidae. De poliep komt uit het geslacht Malagazzia. Malagazzia monocanalis werd in 2007 voor het eerst wetenschappelijk beschreven door Xu, Huang & Liu. 